# Атиу
Атиу (англ. Atiu, рус. дореф. островъ Атуи) — ядерный (то есть с ядром, с вулканическим островом) поднятый атолл в Тихом океане в составе Южной группы островов Кука, в 187 км к северо-востоку от Раротонги. Легендарное название острова — Энуаману (в пер. «Страна птиц»).

## География и климат

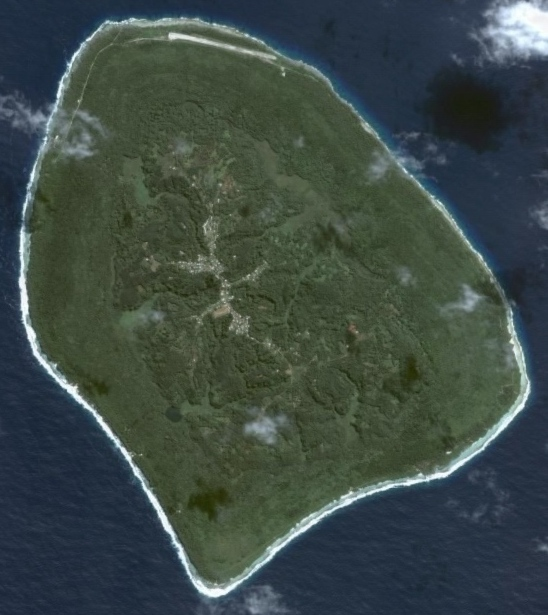
Атиу из космоса

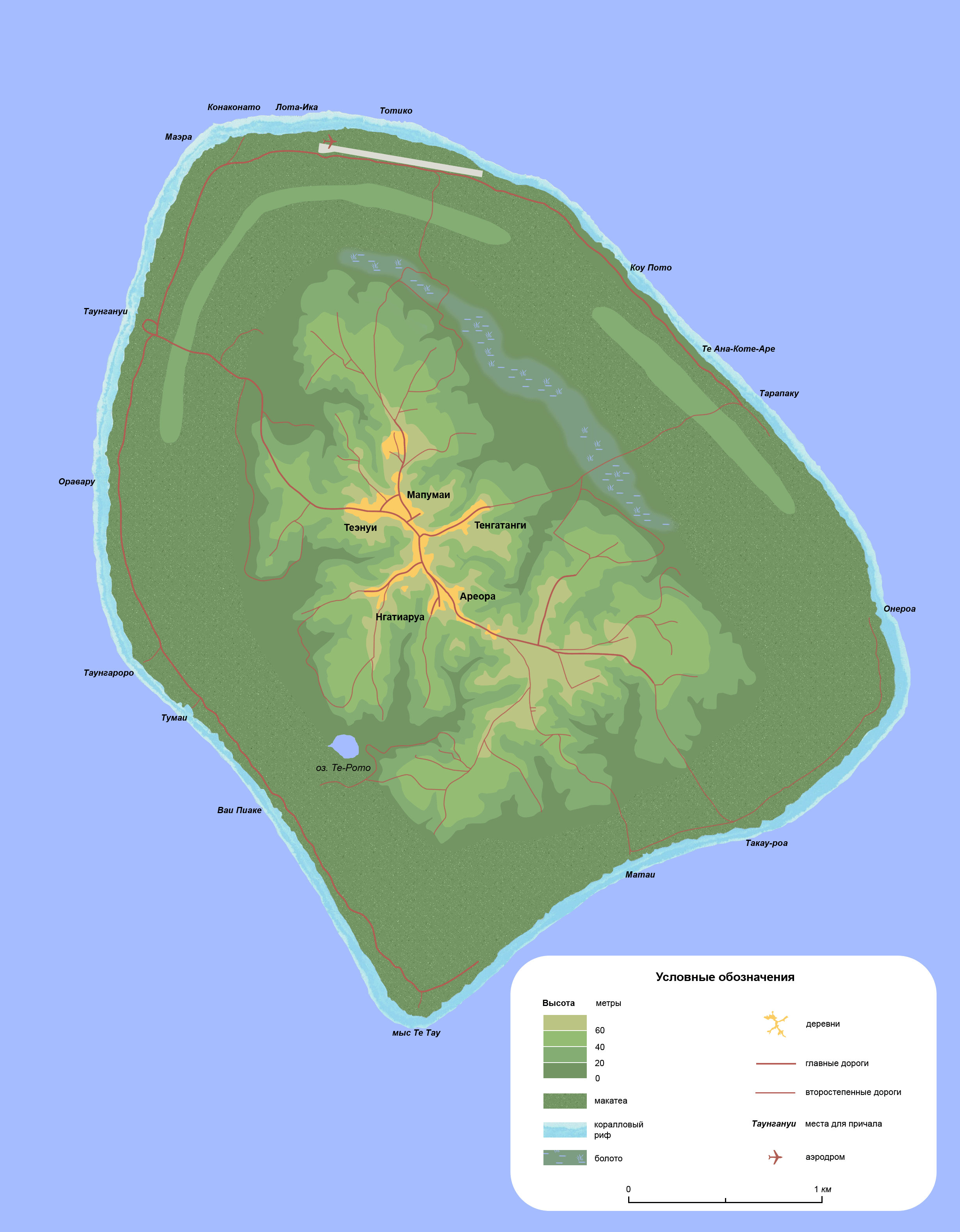
Карта Атиу

Остров вулканического происхождения, наибольшая ширина — 7,2 км, длина побережья — 20,12 км.
Центральную часть острова занимает плато, изрезанное радиальными долинами с крутыми склонами. Высота плато составляет 71 м (по разным данным 71—82 м). В юго-западной части плато находится пресноводное озеро Те-Рото.
Возраст базальтовой породы, которая складывает центральное плато Атиу, точно не определён. По некоторым оценкам, он составляет 3,5—5 млн лет, по другим — 8,5—10 млн лет. Сильная эрозия привела к формированию красной глины с лимонитовыми конкрециями и марганцевыми жилами.
Между плато и Макатеа (геология) (поднятым коралловым рифом со следами карстообразования) примерно на высоте 6 м над уровнем моря находится болотистая местность. Наиболее крупные болота сосредоточены в северо-восточной части Атиу, где они тянутся на 3,5 км.
Известняки, слагающие макатеа, предположительно сформировались в кайнозойскую эру, хотя учёный Маршалл утверждал, что это произошло в плиоцене или позже. Средняя ширина макатеа 0,8—1,6 км при максимальной высоте в 21 м. Поверхность макатеа сильно изрезана и принимает форму карстового лабиринта. Средняя высота карстовых зубцов — 4,5 м, в некоторых местах она достигает 6 м. В макатеа большое количество пещер. Длина одной из них, Анетакетаке, достигает 500 м.

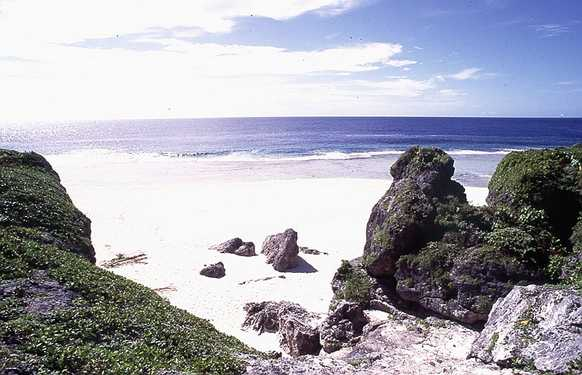
Побережье острова

Риф, как правило, простирается от берега Атиу менее чем на 45 м, достигая своего максимума рядом с местечком Оравару на западной стороне острова: здесь его ширина составляет 90 м.
Климат тропический. Среднегодовая температура — 24—26 °C. Две трети годового количества осадков приходится на ноябрь — апрель. Ежегодно выпадает около 1970 мм дождя. Атиу расположен в Южнотихоокеанской зоне конвергенции, которая образует границу между экваториальными ветрами восточного направления и ветрами юго-восточного направления.

## Флора и фауна

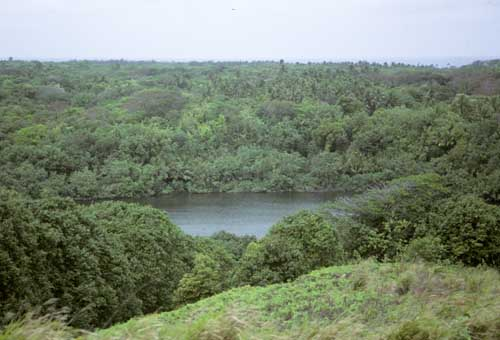
У озера Те-Рото в южной части Атиу обитает множество птиц, в том числе, и краснохвостый фаэтон (Phaethon lepturus)

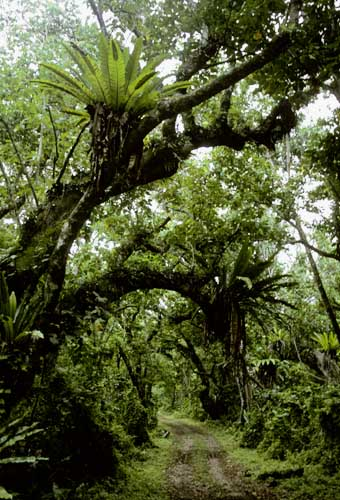
Прибрежный лес макатеа на острове Атиу.

Несмотря на воздействие человека на протяжении нескольких веков, его сельскохозяйственной деятельности, Атиу до сих пор покрыт густой растительностью, а на макатеа сохранились прибрежные девственные леса. На острове обитает самое большое разнообразие наземных птиц в центральной части Тихого океана, а в двух пещерах макатеа расположены места гнездования птицы-эндемика атиуской саланганы (лат. Aerodramus sawtelli).
На вулканических склонах помимо сельскохозяйственных культур произрастают папоротники дикраноптерисы (лат. Dicranopteris). Они защищают тонкий слой почвы острова от вымывания. На макатеа произрастают самые различные виды растений, типичные для других тихоокеанских островов. Особенностью растительного покрова Атиу является то, что на макатеа образуются концентрические кольца определённых видов растительности. Вблизи берега преобладают пемфисы (лат. Pemphis), гелиотропы (лат. Heliotropium), тонкохвостики (лат. Lepturus), затем сцеволы (лат. Scaevola), лат. Timonius, лат. Wollastonia, после которых следуют панданусы (лат. Pandanus), гибискусы (лат. Hibiscus), эрнандии (лат. Hernandia) с небольшими скоплениями казуарин (лат. Casuarina). Во внутренней части макатеа в основном произрастают прибрежные виды растений в сочетании с эрнандией (лат. Hernandia), тунгой (лат. Aleurites) и фикусами (лат. Ficus). На болотистых местностях жителями выращивается таро, где также встречаются деревья лат. Inocarpus edulis, трава лат. Ludwigia octovalvis, осока и папоротники.
На Атиу очень богатая орнитофауна: на острове обитает шесть видов наземных птиц, а также завезённая человеком майна (лат. Acridotheres tristis), одомашненный банкивский петух (лат. Gallus gallus) и два вида уток — австралийская чёрная кряква (лат. Anas superciliosa) и мускусная утка (лат. Cairina moschata). Эндемичная салангана атиуская гнездится в пещерах макатеа. Её популяция уязвима, так как найдено всего два места её гнездования на острове. Другая эндемичная птица Атиу — бораборская альциона, а точнее её подвид Todirhamphus tutus atiu — гнездится в лесах острова и на местных плантациях. Также на Атиу обитает встречающийся на острове Раротонга эндемичный раротонгский пёстрый голубь (лат. Ptilinopus rarotongensis). Среди других птиц повсеместно встречаются тихоокеанский плодоядный голубь (лат. Ducula pacifica), длиннохвостая кукушка (лат. Eudynamys taitensis), погоныш-путото (лат. Porzana tabuensis), тихоокеанская рифовая цапля (лат. Egretta sacra), широко распространены мигрирующие птицы — азиатская бурокрылая ржанка (лат. Pluvialis fulva), камнешарка (лат. Arenaria interpres), песчанка (лат. Calidris alba) и таитянский кроншнеп (лат. Numenius tahitiensis).
На макатеа обитает множество крабов: пальмовые воры, два вида рака-отшельника (лат. Coenobita) и два вида наземного краба лат. Cardisoma. На берегу иногда откладывают яйца зелёные черепахи. На острове представлена малая крыса лат. (Rattus exulans) и домовая мышь (лат. Mus musculus).

## История

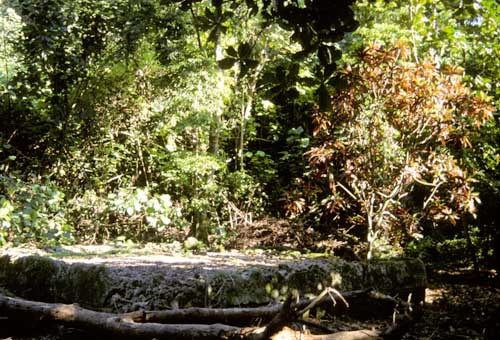
Полинезийская церемониальная площадка, мараэ, на острове Атиу

Согласно легенде Атиу, остров был заселён жителями острова Аваики. Во главе первых колонистов были Марири и его младшие братья Атиу-муа и Атиу-мури. Их отцом был Тангароа по прозвищу Туму-метуа-коре (в пер. «без отца»), широко признанный во всей Полинезии повелитель моря. Приплыв на Атиу, Марири назвал остров Энуаману (Enua-manu), что переводится как «Страна птиц». Предположительно заселение Атиу относится к 1300 году н.э. Хотя современные жители острова считают Марири их родоначальником, их родословная прослеживается ещё от Атиу-муа, в честь которого и был переименован остров.
В прошлом жители Атиу были известны своей воинственностью. До появления на острове миссионеров они постоянно воевали с жителями близлежащих островов, многих из которых привозили на Атиу и использовали в качестве рабов, или просто съедали. Например, примерно в 1820 году атиуанцы завоевали близлежащие острова Мауке и Митиаро (см. также фото атиуанских воинов).
31 марта 1777 года экипаж кораблей «Дискавери» и «Резольюшен» под командованием английского мореплавателя Джеймса Кука заметил на горизонте остров Атиу. На следующий день Кук собирался послать три лодки во главе с лейтенантом Гором к острову, чтобы те нашли безопасную бухту, где смогли бы причалить корабли. Однако во время подготовки экспедиторов к кораблю «Дискавери» подплыло несколько каноэ с местными жителями. На одном из них находился один из трёх местных арики (вождей), который впоследствии на другом корабле «Резольюшен» вручил Куку связку бананов. Кук же подарил ему топор и кусок красной ткани, а позже и собаку.
3 апреля было решено отправить на Атиу группу исследователей, в которую входили натуралист Уильям Андерсон, таитянин Маи, лейтенанты Гор и Бёрни. На берегу европейцев встретила толпа местных жителей, которые с огромным любопытством разглядывали пришельцев. В сопровождении группы вооружённых островитян экспедиторы были отведены в поселение в центральной части Атиу, где были сразу же представлены трём местным вождям, в изобилии украшенным красными перьями. Начался большой праздник. Во время танцев Маи показал одному из вождей инкрустированный кинжал, которым разбил кокос. Это вызвало большой интерес со стороны жителей, которые сразу бросились хватать разные вещи, принадлежавшие европейцам. Экспедиторы же хотели обмена с островитянами, но им сказали, что нужно дождаться утра. Маи, который пожаловался одному из вождей, сказали, что они вообще не смогут уйти до наступления ночи. Это очень сильно обеспокоило таитянина, которому показалось, что островитяне собираются убить их. Маи начал рассказать атиуанцам об огромной силе британцев, о том, что у них есть огромные корабли, но это никак не пугало вождей. Только после выстрела из мушкета экспедиторов отпустили. На следующий день корабли уже были у острова Такутеа.
В ходе визита Джеймса Кука на Атиу была составлена первая подробная карта острова. С тех пор частыми посетителями Атиу стали китобои, торговцы и искатели приключений. Вместе с ними на остров были занесены многие заболевания, против которых у местных жителей не было иммунитета. В результате численность населения Атиу значительно сократилась.

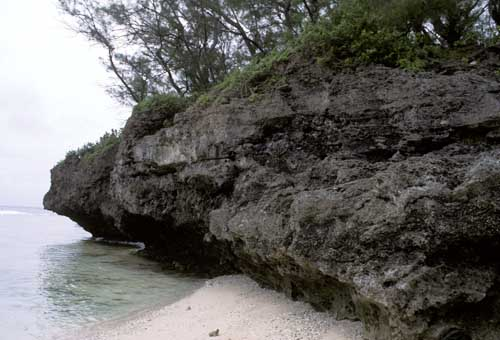
Место, где в 1777 году высадился английский мореплаватель Джеймс Кук

Первый миссионер Лондонского миссионерского общества (был протестантом) на Атиу, Джон Уильямс, появился на острове 19 июля 1823 года. С тех пор эта дата празднуется местными жителями как День евангелия на Атиу. В 1894 году на острове появились католические миссионеры, а в 1926 году — адвентисты седьмого дня. В целом христианство оказало значительное влияние на жизнь и нравы местных жителей. В том числе, благодаря миссионерам в начале XIX века на Атиу появилась знаменитая кофейная плантация.
В 1888 году один из верховных вождей Атиу, Нгамару Арики, бывший мужем царствующей королевы по имени Макеа, из-за опасения аннексии острова Францией и присоединения его к Французской Полинезии попросил у Британии покровительства. В этом же году остров стал протекторатом Британской империи.
В 1901 году управление островами Кука было передано Британией Новой Зеландии. Долгое время Атиу не уделялось должного внимания: на острове полностью отсутствовала инфраструктура. В 1973 году Атиу посетил один из министров новозеландского правительства Фил Амос, чтобы посмотреть, как обстоят дела с плантацией ананасов, которая незадолго до этого появилась на острове благодаря помощи ООН. На нём даже отсутствовала удобная гавань и взлётно-посадочная полоса: до Атиу можно было добраться только по воде. Гавань на острове была построена только в 1975 году, а взлётно-посадочная сторона — в 1978 году. Однако на Атиу отсутствовали такие блага цивилизации как централизованное водоснабжение, электричество, телефон и даже гостиницы для туристов. Ананасовая же индустрия процветала на Атиу вплоть до 1988 года, когда Новая Зеландия уступила своё место на мировом рынке ананасов быстрорастущим компаниям из Малайзии и с Филиппин.
В настоящее время на острове построено несколько мотелей и гостиниц. Особой популярностью пользуется остров у любителей активного отдыха. Регулярные авиарейсы связывают остров Атиу с островом Раротонга. В 1979 году на острове появилось почасовое электроснабжение (круглосуточное только с 1998 года), в 1992 году телефонная связь, в 1993 году телевидение, в 2003 году — Интернет.

## Население
В 2011 году численность населения острова составляла 468 человек, которые проживали в 5 поселениях Атиу, сосредоточенных на центральном плато: Ареора (Areora), Нгатиаруа (Ngatiarua), Теэнуи (Te’enui), Мапумаи (Mapumai) и Тенгатанги (Tengatangi).
Жители острова говорят на местном диалекте языка маори островов Кука, относящемся к группе диалектов раротонга. Часть владеет также английским.
На протяжении нескольких десятилетий на Атиу наблюдается значительное сокращение численности населения. Например, в 1960 году на острове жило 1404 человека. Такие тенденции объясняются значительным оттоком населения на другие острова тихоокеанского региона: Раротонгу, Новую Зеландию, Таити.

## Местное самоуправление
Атиу представляют в парламенте Островов Кука два депутата. На острове также постоянно находится представитель правительства страны, ответственный перед премьер-министром Островов Кука. Островной совет, состоящий из 5 представителей от каждой деревни Атиу, возглавляет мэр. В 2007 году островитянами был избран новый островной совет, в том числе, мэр — Нелли Мокороа (англ. Nellie Mokoroa).
Необитаемый остров Такутеа, расположенный к северо-западу, административно подчиняется Атиу, и с 1955 года на Такутеа атиуанцами выращивается кокосовая пальма.

## Экономика
Низкие, влажные части острова знамениты своими плодородными почвами. Местные жители выращивают здесь бананы, цитрусовые, папайю, кокосовые пальмы и многие другие экзотические растения. Выращиваемый на Атиу кофе идёт на экспорт.

## Культура
Несмотря на маленькую площадь, численность населения и отдалённость Атиу от материков, культура острова отличается большим разнообразием и богатством. Наиболее известны местные одеяла, или тиваиваи, которые ежегодно выставляются в Национальном музее Раротонга и музеях других государств.
К сожалению, после появления на острове миссионеров многие ремёсла были забыты, и секреты изготовления некоторых изделий были утеряны навсегда. В последнее время островитяне пытаются восстановить забытые местные ремёсла, например, изготовления тапы, традиционной одежды полинезийцев, которая изготавливается из луба некоторых видов деревьев.